# Сумская епархия ПЦУ
Сумская епархия Православной Церкви Украины (укр. Сумська єпархія Православної Церкви України) — епархия Православной церкви Украины в административных границах Сумской области.

## История
Сумская епархия Украинской Православной Церкви Киевского патриархата создана решением Священного Синода от 24 марта 1996 года.
В состав Сумской епархии Украинской Православной Церкви Киевского Патриархата входит город Сумы вместе с Сумской областью. Сумская область насчитывает 18 административных районов. Согласно этому распределению епархия разделена на благочиния. В целом Сумская епархия насчитывает 19 благочиний (18 районов и город Сумы). У всех действовали приходы Киевского Патриархата. По состоянию на 1 января 2007 года Сумская епархия имела 226 приходов, 90 из них — юридические лица. Для оптимизации работы руководящих структур епархиального управления деятельность разбита на направления. В частности действуют миссионерский, издательский, научно-исторический, Паломническо-туристический отделы, Учебный комитет, пресс служба епархии.
По состоянию на 2009 год епархия насчитывала 147 приходов, объединённых в 19 благочиний и одно братство.

## Епископы
- 24 марта 1996 — март 1997 — Геронтий (Хованский)
- 22 октября 2000 — 19 ноября 2002 — Михаил (Зинкевич)
- 2002—2004 — Флавиан (Пасичник)  в/у
- 20 марта — 6 июня 2004 — Михаил (Зинкевич)
- c 6 июня 2004 года — Мефодий (Срибняк)